# Histoire d'une nomination
Pour plus de détails, voir Fiche technique et Distribution.
Histoire d'une nomination (История одного назначения, Istoriya odnogo naznatcheniya) est un film russe réalisé par Avdotia Smirnova, sorti en 2018.

## Synopsis
Le lieutenant Grigori Kolokoltsev demande à Tolstoï de l'aider à défendre un soldat accusé de crime.

## Fiche technique
- Titre original : История одного назначения, Istoriya odnogo naznatcheniya
- Titre français : Histoire d'une nomination
- Réalisation : Avdotia Smirnova
- Scénario : Avdotia Smirnova, Anna Parmas et Pavel Bassinski (ru)
- Pays d'origine : Russie
- Format : Couleurs - 35 mm
- Genre : drame
- Durée : 112 minutes
- Date de sortie :
  -  Russie : 6 septembre 2018

## Distribution
- Alexeï Smirnov : Grigori Kolokoltsev
- Ievgueni Kharitonov : Léon Tolstoï
- Irina Gorbatcheva : Sophie Tolstoï
- Filipp Gourevitch : Vassili Chabounine
- Lukasz Simlat : Kazimir Yacevitch

## Distinctions

### Récompenses
- Kinotavr 2018 : Prix du meilleur scénario[1].
- 17e cérémonie  des Aigles d'or : Aigle d'or du meilleur scénario[2].
- 32e cérémonie des Nika : Nika du meilleur scénario et des meilleurs costumes[3].

### Sélection
- Festival du cinéma russe à Honfleur 2018 : sélection en section Les réalisatrices du festival.